# Melloulèche
Melloulèche (arabe : ملولش) est une ville littorale du Sahel tunisien située à une quarantaine de kilomètres au sud de Mahdia, entre Chebba et Jebiniana.
Rattachée au gouvernorat de Mahdia, elle constitue une municipalité comptant 6 704 habitants en 2014 ; elle constitue aussi le chef-lieu d'une délégation dont la population se répartit entre les secteurs de Melloulèche Ville, El Aïtha, El Mansoura, Ben Hssine et Sidi Abdelaziz.
La principale activité économique de la population est l'agriculture, avec notamment l'exploitation des oliviers de la vaste oliveraie sahélienne. Mais la proximité de longues plages de sable fin dans un environnement quasi préservé en font une destination prisée pour le tourisme intérieur. Un site antique est situé à dix kilomètres au sud, près du cap Ras Bou Tria.